# قورباغه پلنگی آتشفشانی مورب
قورباغه پلنگی آتشفشانی مورب (نام علمی: Lithobates neovolcanicus) نام یک گونه از تیره قورباغه‌های اصلی است.